# لنه ماری

{{Infobox ship characteristics
لنه ماری (به انگلیسی: Lene Marie) یک کشتی بود که طول آن ۳۲ متر (۱۰۵ فوت ۰ اینچ) Length overall بود. این کشتی در سال ۱۹۱۰ (میلادی)|۱۹۱۰]] ساخته شد.